# Gara Sighișoara
Gara Sighișoara este o stație de cale ferată care deservește orașul Sighișoara, România.
Se află la capătul nord-estic al liniei Agnita.

## Galerie

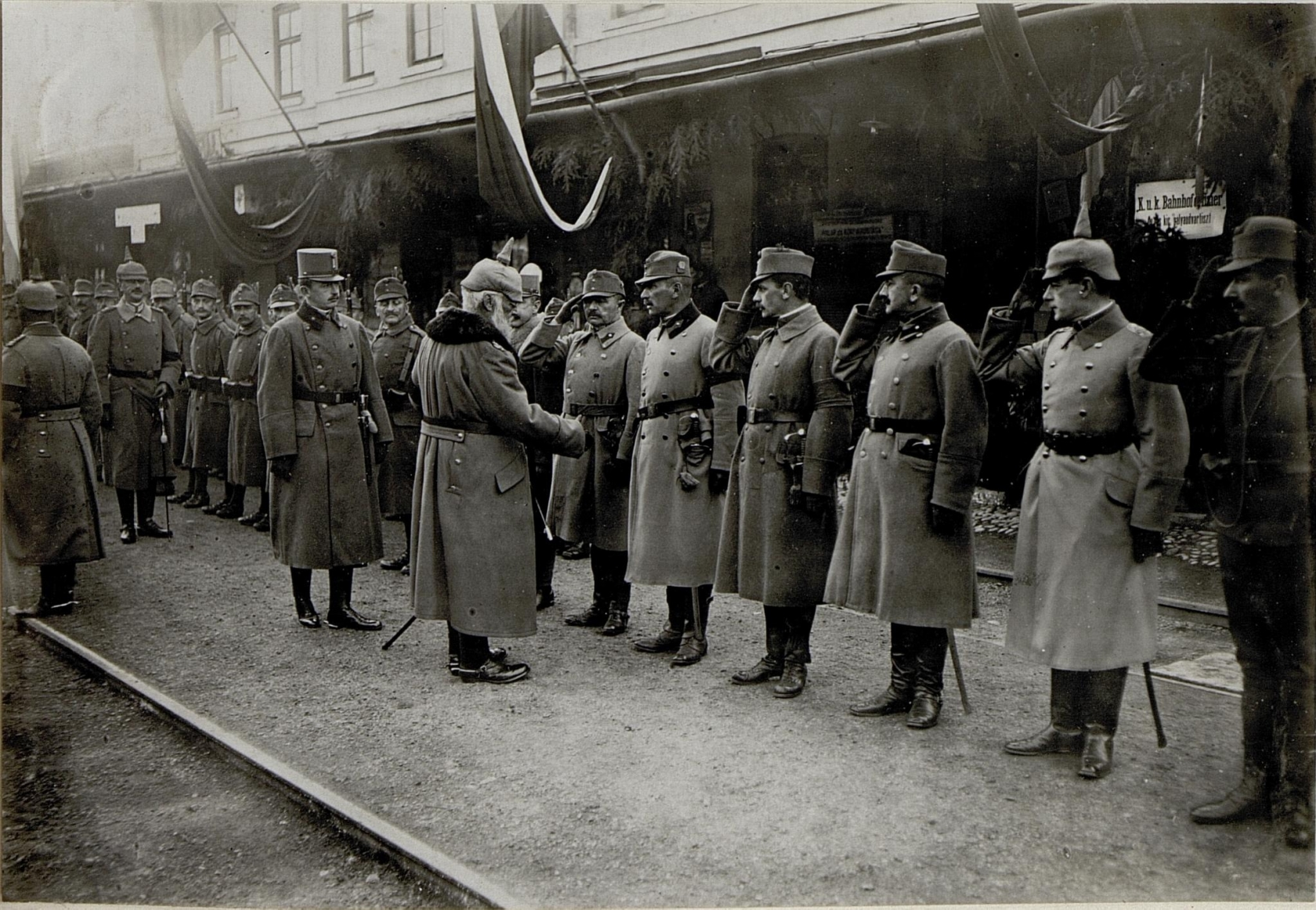
Arhiducele Carol al Austriei îl primește pe regele Ludovic al III-lea al Bavariei în gara Sighișoara, 7 noiembrie 1916.
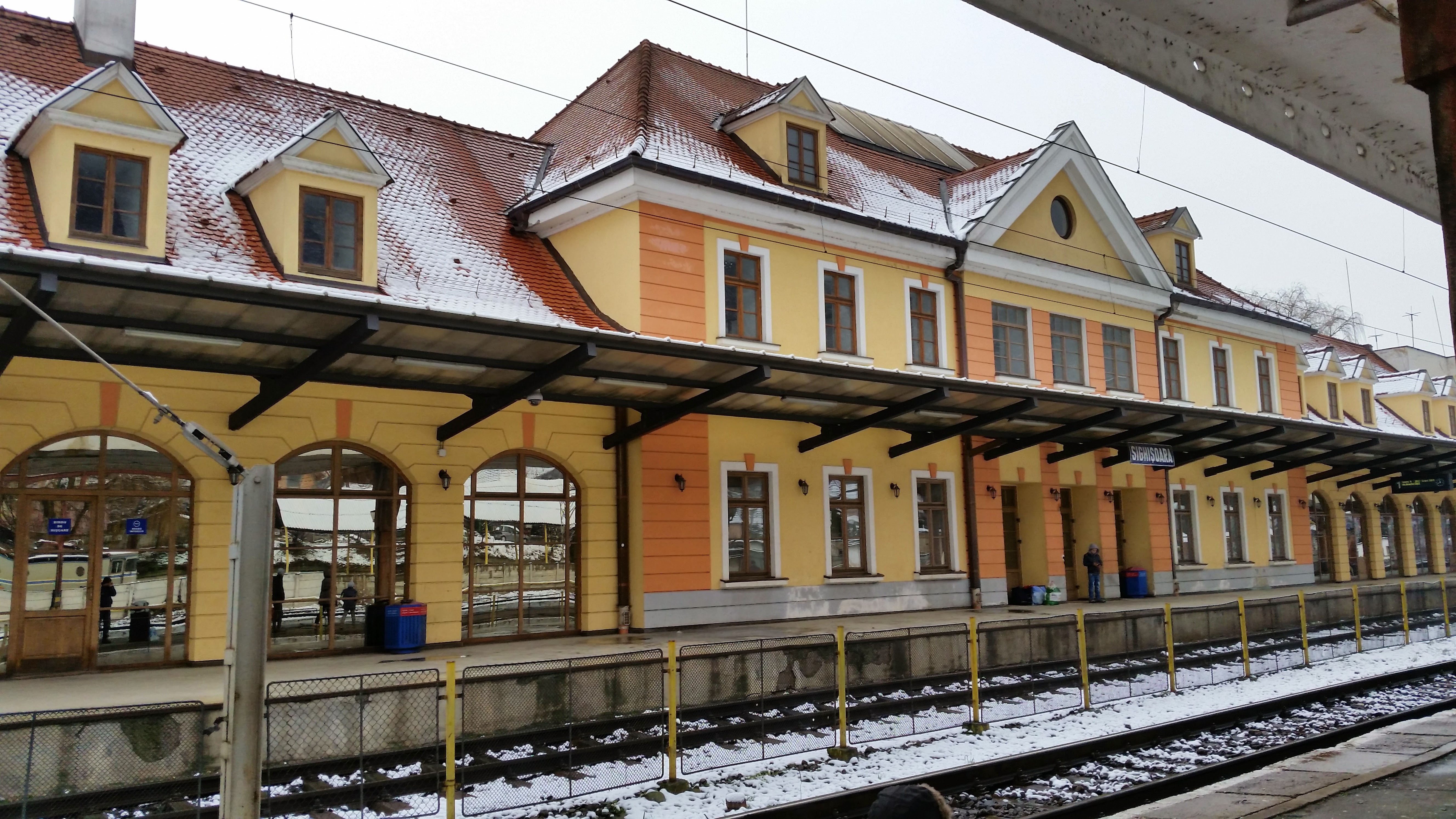
Gara Sighișoara pe data de 27 decembrie 2014